# عطیه معصومی
عطیه معصومی (زاده ۱۳۵۸) بازیگر نیمه ناشنوای اهل ایران است. او دانش آموخته‌ی رشته گرافیک است که با معلولیت مادرزادی نیمه ناشنوایی در ۸ سالگی با بازی در نقش «ملیحه» در فیلم پرنده کوچک خوشبختی و سپس در سریال بزنگاه به شهرت رسید. بازی در فیلم سینمایی شمعی در باد نیز از تجربه‌های بازیگری اوست. وی متاهل و دارای دو دختر است و در حال حاضر، همراه با همسرش یک فروشگاه لوازم تزئینی و کادویی دارند.

## بازیگری
زمانی که ۸ سال داشت نقش دختری به نام «ملیحه» را در فیلم سینمایی پرنده کوچک خوشبختی (۱۳۶۷) ایفا کرد. وی در مورد ایفای نقش در این فیلم چنین گفته‌است:
«اولین کار حرفه‌ای من با فیلم پرنده کوچک خوشبختی ساخته پوران درخشنده آغاز شد. ایشان برای انتخاب بازیگر نقش اصلی فیلمشان به مدرسه ما آمدند. باغچه‌بان جایی بود که من و دوستانم با عشق فراوان در آنجا به معنای واقعی زندگی می‌کردیم. مدیر مدرسه طبق نظر خودش پنج نفر از بچه‌ها را به خانم درخشنده معرفی کردند.»
البته عطیه جزو پنج نفری که به پوران درخشنده معرفی شدند، نبود. اما وی توانست این نقش را به دست بیاورد؛ خودش ماجرای به دست آوردن نقش را چنین بازگو کرده‌است:
«مدیر مدرسه‌مان اصلاً حواسش به من نبود و چند نفر دیگر را انتخاب کرد اما وقتی کارگردان از بازی آن‌ها خوشش نیامد من معرفی شدم. چند تا تست مختلف مثل راه‌رفتن، گریه کردن و حرف زدن دادم و درخشنده گفت این نقش را تو بهتر از هرکسی می‌توانی بازی کنی.» 
از دیگر آثار او بازی در فیلم سینمایی «شمعی در باد» (۱۳۸۲) و مجموعه‌های تلویزیونی «راه شب» (۱۳۸۵)، «بزنگاه» (۱۳۸۷)  تله‌فیلم بلندترین شب سال (۱۳۸۹) و «بال‌های خیس» (۱۳۹۱) است.
عطیه معصومی در حال حاضر به حرفه‌ی بازیگری مشغول نیست. او در کنار همسر و دو فرزندش در شهرک غرب تهران زندگی می‌کند.

## زندگی شخصی
وی با جهانگیر طاهری‌اصل ازدواج کرده و با همراهی وی در یکی از مرکز خریدهای تهران فروشگاه لوازم تزئینی و کادویی دارند.